# Iflavirus
Iflavirus ist die einzige Gattung in der Familie
Iflaviridae von Einzelstrang-RNA-Viren positiver Polarität, d. h. (+)ssRNA-Viren, die Insekten infizieren. Einige Gruppen von Insekten, die häufig von Iflaviren infiziert werden, sind Blattläuse, Zwergzikaden, Fliegen, Bienen, Wespen, Ameisen und Seidenspinner.
Derzeit (Stand Mai 2024) gibt in der Gattung Iflavirus 16 vom International Committee on Taxonomy of Viruses (ICTV) bestätigte Spezies.

## Etymologie
Der Vorsatz „Ifla“ leitet sich von der Bezeichnung Infectious flacherie virus für den erstbeschriebenen Vertreter ab.

## Aufbau

Schemazeichnung: Prinzipieller Aufbau eines Virions der Gattung Iflavirus, Querschnitt und Seitenansicht

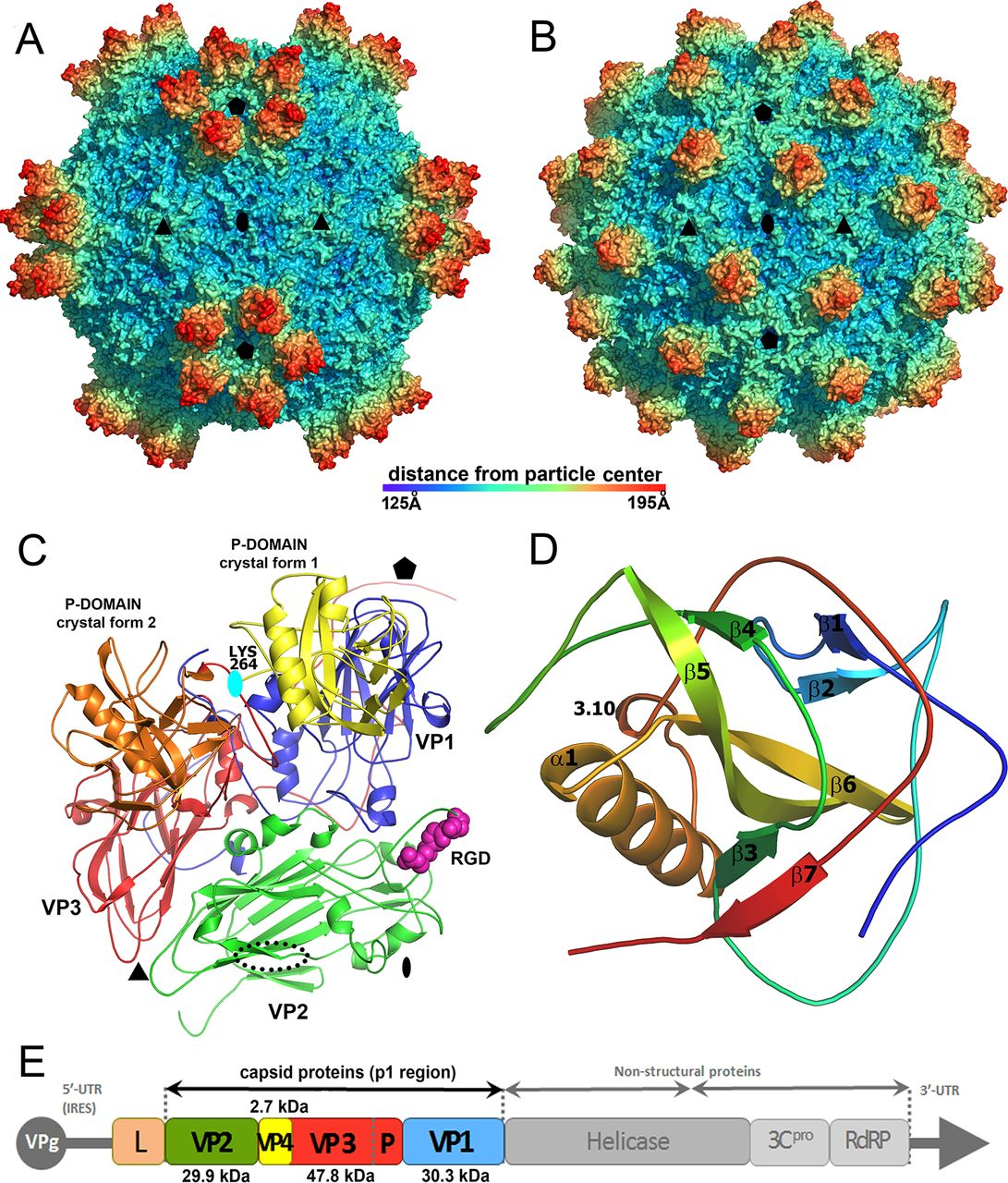
Aufbau der Virusteilchen der Gattung Iflavirus am Beispiel des Langsamen Bienenlähmungsvirus (Slow bee paralysis virus, SBPV)

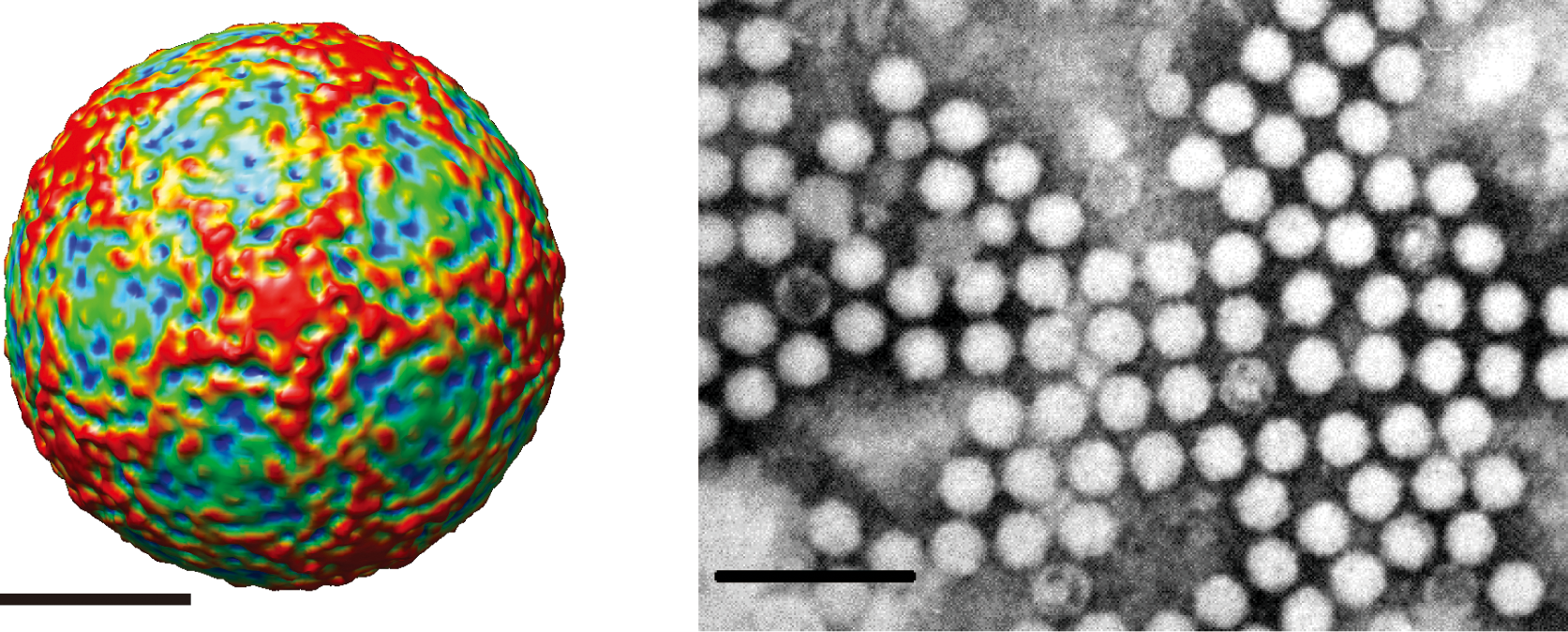
Aufbau der Virusteilchen der Gattung Iflavirus am Beispiel des Infectious flacherie virus (IFV).

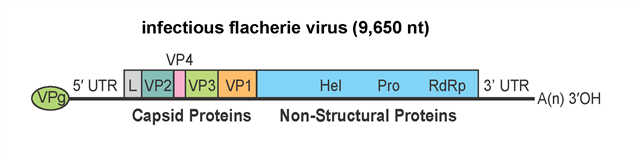
Genomkarte von IFV

Das (+)ssRNA-Genom ist linear und unsegmentiert (monopartit) mit einer Länge von etwa 8,8–9,7 kb (Kilobasen) lang. Es kodiert ein einzelnes Polyprotein von daher ca. 3000 Aminosäuren Länge (Basen : Aminosäuren = 3 : 1). Dieses wird prozessiert in die Enzyme Helikase, Protease und eine RNA-abhängige RNA-Polymerase (RdRP), sowie für vier Strukturproteine (VP1 – VP4). Das unbehüllte Kapsid hat eine ikosaedrische Symmetrie mit Triangulationszahl T=pseudo3 bei einem Durchmesser von etwa 30 nm. VP1, VP2 und VP3 bilden den äußeren Teil, VP4 befindet sich im Inneren.

## Replikation
Der Eintritt in die Wirtszelle erfolgt durch Bindung an Wirtsrezeptoren, die eine Endozytose vermittelt.
Die Virusreplikation ist zytoplasmatisch, d. h. erfolgt im Zytoplasma.
Die Replikation folgt dem Modell der Replikation positiv-strängiger RNA-Viren.
Die Translation erfolgt an den Ribosomen der Wirtszelle (englisch ribosomal skipping).
Als natürliche Wirte dienen Insekten.

## Pathogenität
Mehrere Mitglieder dieser Familie bzw. Gattung sind von wirtschaftlicher Bedeutung, da sie für ihre Wirte, Honigbienen und Seidenraupen, hoch pathogen und tödlich sind. Andere Mitglieder (wie
Dinocampus coccinellae paralysis virus und
„Nasonia vitripennis virus“)
verursachen anscheinend wenig oder gar keine Symptome.

## Systematik

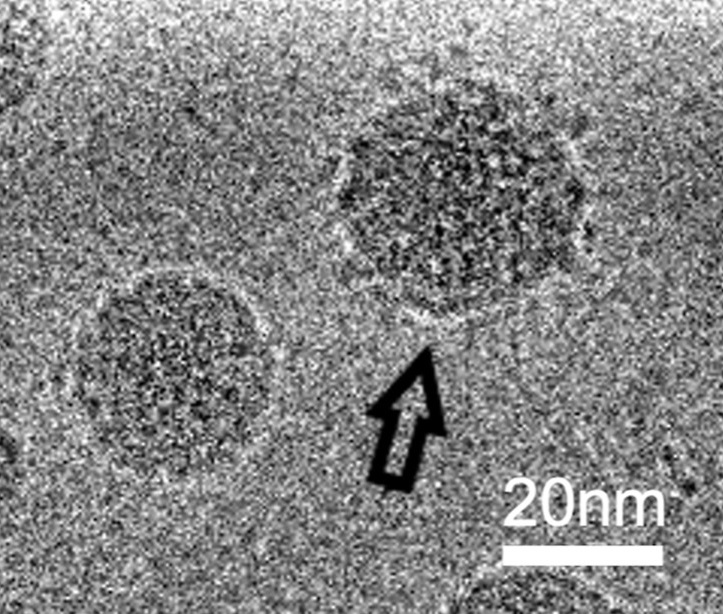
EM-Aufnahme: Partikel eines Iflavirus (Pfeil) zusammen mit einem Virion von „Zophobas morio black wasting virus“ (ZmBWV, Stamm NJ2-molitor), Unterfamilie Densovirinae (links)

Die Gattung Iflavirus ist derzeit (Stand Mai 2024) die einzige vom ICTV als Mitglied der Familie Iflaviridae bestätigte Gattung (es keine weiteren ICTV-bestätigten Spezies ohne Zuordnung zu einer Gattung). Dazu gehören die folgenden offiziell bestätigten Spezies:
Familie Iflaviridae: Gattung Iflavirus
- Spezies Iflavirus achedomestici mit Acheta domesticus Iflavirus (AdIV)
- Spezies Iflavirus aladeformis mit Deformed wing virus (DWV, deutsch Flügeldeformationsvirus)[8] und Kakugo-Virus (KV, KaV)[9]
- Spezies Iflavirus apistardum mit Slow bee paralysis virus alias Slow paralysis virus (SBPV, SPV, deutsch Langsames Bienenlähmungsvirus, Langsames Lähmungsvirus)[8][10]
- Spezies Iflavirus betaspexiguae mit Spodoptera exigua iflavirus 2 (SEIV2, SeIV-2)
- Spezies Iflavirus brebrassicae mit Brevicoryne brassicae virus (BBV, BrBV)[3][11]
- Spezies Iflavirus dinococcinellae mit Dinocampus coccinellae paralysis virus (DcPV)
- Spezies Iflavirus ectobliquae mit Ectropis obliqua virus (EoV) alias Ectropis obliqua picorna-like virus (EoPV)
- Spezies Iflavirus flacherie (ehem. Typusspezies) mit Infectious flacherie virus (IFV) mit Isolat Silkworm (auch Bombyx mori infectious flacherie virus, BmIFV)[12]
- Spezies Iflavirus lineacelli mit Lymantria dispar iflavirus 1 (LdIV1, LdIV1)
- Spezies Iflavirus lylineolaris mit Lygus lineolaris virus 1 (LyLV1, LlV1)
- Spezies Iflavirus nilalugentis mit Nilaparvata lugens honeydew virus 1 (NLHV1, NLHV-1)
- Spezies Iflavirus pernudae mit Perina nuda virus (PnV) alias Perina nuda picorna-like virus (PnPV)
- Spezies Iflavirus sacbroodi mit Sacbrood virus (SBV, deutsch Sackbrut-Virus)[8] mit Subtypen Rothamsted[13] und Harpenden[13]
- Spezies Iflavirus spexiguae mit Spodoptera exigua iflavirus 1 (SEIV1, SeIV-1)[14]
- Spezies Iflavirus vadestruente mit Varroa destructor virus 2 (VDI 1, VDV-2)
- Spezies Iflavirus vomitus mit Antheraea pernyi iflavirus (LnApIV, ApIV)[15]

Auswahl weiterer vorgeschlagener Spezies (wo nicht anders vermerkt gemäß der Taxonomie des NCBI mit Stand 10. Juli 2024:
- Spezies: „Iflavirus 1“ mit IV1/HYJ, Wirt: Atractomorpha sinensis
- Spezies: „Iflavirus aphis“, Wirt: Aphis aurantii
- Spezies: „Iflavirus HdromIV“, Wirt: Hyalomma dromedarii
- Spezies: „Iflavirus IfronI“, Wirt: Ixodes frontalis
- Spezies: „Iflavirus IhIV-2“, Wirt: Ixodes holocyclus
- Spezies: „Iflavirus IricIV-1“, Wirt: Ixodes ricinus
- Spezies: „Iflavirus IricIV-2“, Wirt: Ixodes ricinus
- Spezies: „Iflavirus IricIV-3“, Wirt: Ixodes ricinus
- Spezies: „Iflavirus IricIV-4“, Wirt: Ixodes ricinus
- Spezies: „Iflavirus IricIV-5“, Wirt: Ixodes ricinus
- Spezies: „Iflavirus ishikawaense“ mit 18IsCxp1bc, Wirt: Culex sp.
- Spezies: „Iflavirus IvespIV“, Wirt: Ixodes vespertilionis
- Spezies: „Iflavirus YB-PMP20“, Wirt: Protobothrops mucrosquamatus
- Spezies: „Ixodes holocyclus iflavirus“ (IhIV)[17]
- Spezies: „Varroa destructor virus 1“ (VDV-1)[10][18]
- Spezies: „Bee iflavirus 1“ (BeeIV-1, deutsch „Bienen-Iflavirus 1“)[19][20][21]
- Spezies „Bombyx mori iflavirus“ (BMIV)[3][22]
- Spezies „Ceratitis capitata iflavirus 1“ (CcIV1)[3]
- Spezies „Ceratitis capitata iflavirus 2“ (CcIV2)[3]
- Spezies „Ceratitis capitata iflavirus 3“ (CcIV3)
- Spezies „Ceratitis capitata iflavirus 4“ (CcIV4)
- Spezies „Formica exsecta virus 2“ (FeV2)[3]
- Spezies „Graminella nigrifrons virus 1“ (GnV1)[3]
- Spezies „Halyomorpha halys virus“ (HhV)[3]
- Spezies „Heliconius erato iflavirus“ (HeIV)[3]
- Spezies „King virus“ (KgV)[3]
- Spezies „Kinkell virus“ (KkV)[3]
- Spezies „La Jolla virus“ (LJV)[3]
- Spezies „Laodelphax striatella honeydew virus 1“ (LsHV1)[3]
- Spezies „Laodelphax striatellus iflavirus 1“ (LsIV1)
- Spezies „Laodelphax striatellus iflavirus 2“ (LsIV2)[3]
- Spezies „Laodelphax striatellus iflavirus 3“ (LsIV2)
- Spezies „Moku virus“ (MV, Vespa velutina Moku virus)[3][23]
- Spezies „Nasonia vitripennis virus“ (NvitV)[6]
- Spezies „Nilaparvata lugens honeydew virus 2“ (NlHV2)[3]
- Spezies „Nilaparvata lugens honeydew virus 3“ (NlHV3)[3]
- Spezies „Opsiphanes invirae iflavirus 1“ (OiIV1)[3]
- Spezies „Thaumetopoea pityocampa iflavirus 1“ (TpIV1)[3]
- Spezies „Nesidiocoris tenuis iflavirus 1“ (alias „Nesidiocoris tenuis virus 1“, NtV-1)[24]